# Giovanni Berardi di Tagliacozzo
Giovanni Berardi di Tagliacozzo (Corcumello, 1380 - Roma, 21 de gener de 1449) va ser un cardenal italià, degà del Sagrat Col·legi Cardenalici.

## Biografia
De la noble família dels comtes de Marsi di Tagliacozzo, era fill de Alessandro de Pontibus. També és conegut com a Giovanni de' Ponti i De Pontibus, i Joannes Tagliacotio. Va ser anomenat el Cardenal de Tarent. Va estudiar sagrades escriptures i filosofia i va estudiar lògica en la Universitat de Bolonya, entre 1411 i 1413.

## Vida religiosa
Triat arquebisbe de Tàrent el 20 d'octubre de 1421, es va mantenir el front de la Seu fins a la seva promoció al cardenalat. Va ser enviat pel Papa Eugeni IV al Concili de Basilea, Ferrara i Florència, però no va ser acceptat. Nomenat Nunci apostòlic a Alemanya després de l'elecció de l'antipapa Félix V a finals de 1439.
Fet cardenal-presbíter en el consistori de 18 de desembre de 1439, va rebre el Capel i el títol de Sant Nereu i Aquileu el 8 de gener de 1440. Va tornar d'Alemanya a Florència, on s'estava el papa, el 26 de març de 1440. En el consistori celebrat el 20 de maig de 1440, va ser nomenat nunci a latere davant els reis de Sicília i Aragó, Renat I i Alfons el Magnànim per a restablir la pau entre ells, deixant Florència el 7 de desembre següent i va retornar el 23 de desembre de 1441. El 7 de març de 1444 passa a l'orde dels cardenals-bisbes i assumeix la Diòcesi suburbicària de Palestrina, mantenint el seu títol presbiteral in commendam. Nomenat Penitenciari major a finals de 1444 i Degà del Col·legi Cardenalici el 1445. Malgrat que Pierre de Foix, bisbe d'Albano, fos el més vell dels cardenals-bisbes, el càrrec de degà va ser atribuït a Berardi, ja que Foix era resident fora de la Cúria Romana. Inscrit a la Germandat de l'Esperit Sant el 10 d'abril de 1446. El 17 de juny de 1447, va ser nomenat entre els cardenals encarregats de la causa de canonització de Bernadí de Siena. Va ser Protector de l'Orde dels Ermitans de Sant Agustí.
Va morir el 21 de gener de 1449, a Roma, sent enterrat a la Capella de S. Nicola di Tolentino de l'Església de Sant Agustí.

## Conclaves
- Conclave de 1447 – va participar com a degà de l'elecció del Papa Nicolau V.[2]